# Курский государственный областной музей археологии
Ку́рский госуда́рственный областно́й музе́й археоло́гии — археологический музей, расположенный в городе Курске. Является первым в России специализированным учреждением, рассказывающим об археологии отдельного региона.

## История
Курский государственный областной музей археологии создан в 1991 году как филиал Курского областного краеведческого музея. 12 августа 1993 года преобразован в государственный областной музей (считается датой основания музея). До 1993 года музей располагался в здании Нижне-Троицкой церкви, занимая её первый этаж. Первым директором музея стал Николай Алексеевич Тихомиров, а с 1994 года коллектив возглавил Геннадий Юрьевич Стародубцев.
В июне 2011 года проект Курского государственного областного музея археологии «Золото гуннов» стал победителем VIII Грантового конкурса «Меняющийся музей в меняющемся мире», проводимого Благотворительным фондом В. Потанина при поддержке Министерства культуры Российской Федерации и оперативном управлении Ассоциации менеджеров культуры.

## Здание музея
В настоящее время музей располагается в единственном в Курске сохранившемся светском здании середины XVIII века, построенном в архитектурном стиле Московской Руси XVI—XVIII веков, — доме купца Хлопонина (так называемых «палатах Ромодановских»).

## Коллекция музея
В фондах музея хранятся: орудия труда, керамика, женские украшения, скульптуры, оружие и предметы воинского снаряжения, хозяйственная и бытовая утварь, монеты. В дополнение к коллекции имеется большое количество фотографий и чертежей, сделанных в результате полевой фиксации находок. Общее количество единиц хранения музея — 118 742, в том числе наиболее ценные коллекции:
- Гапоновский клад — 384;
- Новосуджанский и Смородинский клады — 44;
- Погребение около с. Волниковка — 347 («Волниковский всадник» гуннского времени);
- Палеолитическая стоянка Авдеево — 1250;
- Палеолитическая стоянка Быки — 223;
- Гочевские курганные древности из раскопок Д. Я. Самоквасова — 1672[1][2].